# Fannin County (Texas)
Das Fannin County ist ein County im Bundesstaat Texas der Vereinigten Staaten. Das U.S. Census Bureau hat bei der Volkszählung 2020 eine Einwohnerzahl von 35.662 ermittelt. Der Sitz der Countyverwaltung (County Seat) befindet sich in Bonham.

## Geographie
Das County liegt nordöstlich des geographischen Zentrums von Texas, am Red River, der hier die Grenze zum Bundesstaat Oklahoma bildet, und hat eine Fläche von 2329 Quadratkilometern, wovon 20 Quadratkilometer Wasserfläche sind. Es grenzt im Uhrzeigersinn an folgende Countys: Lamar County, Delta County, Hunt County, Collin County, Grayson County und in Oklahoma an das Bryan County.

## Geschichte
Fannin County wurde am 14. Dezember 1837 aus Teilen des Red River County gebildet. Benannt wurde es nach dem aus Georgia stammenden James Fannin (1805–1836), der im Texanischen Unabhängigkeitskrieg diente und sich durch seinen Einsatz im Gefecht bei Concepción 1835 Ruhm erwarb. Er wurde im Jahr darauf beim Massaker von Goliad gefangen genommen und anschließend hingerichtet.
Acht Bauwerke und Stätten des Countys sind im National Register of Historic Places (NRHP) eingetragen (Stand 19. Mai 2019).

## Demografische Daten

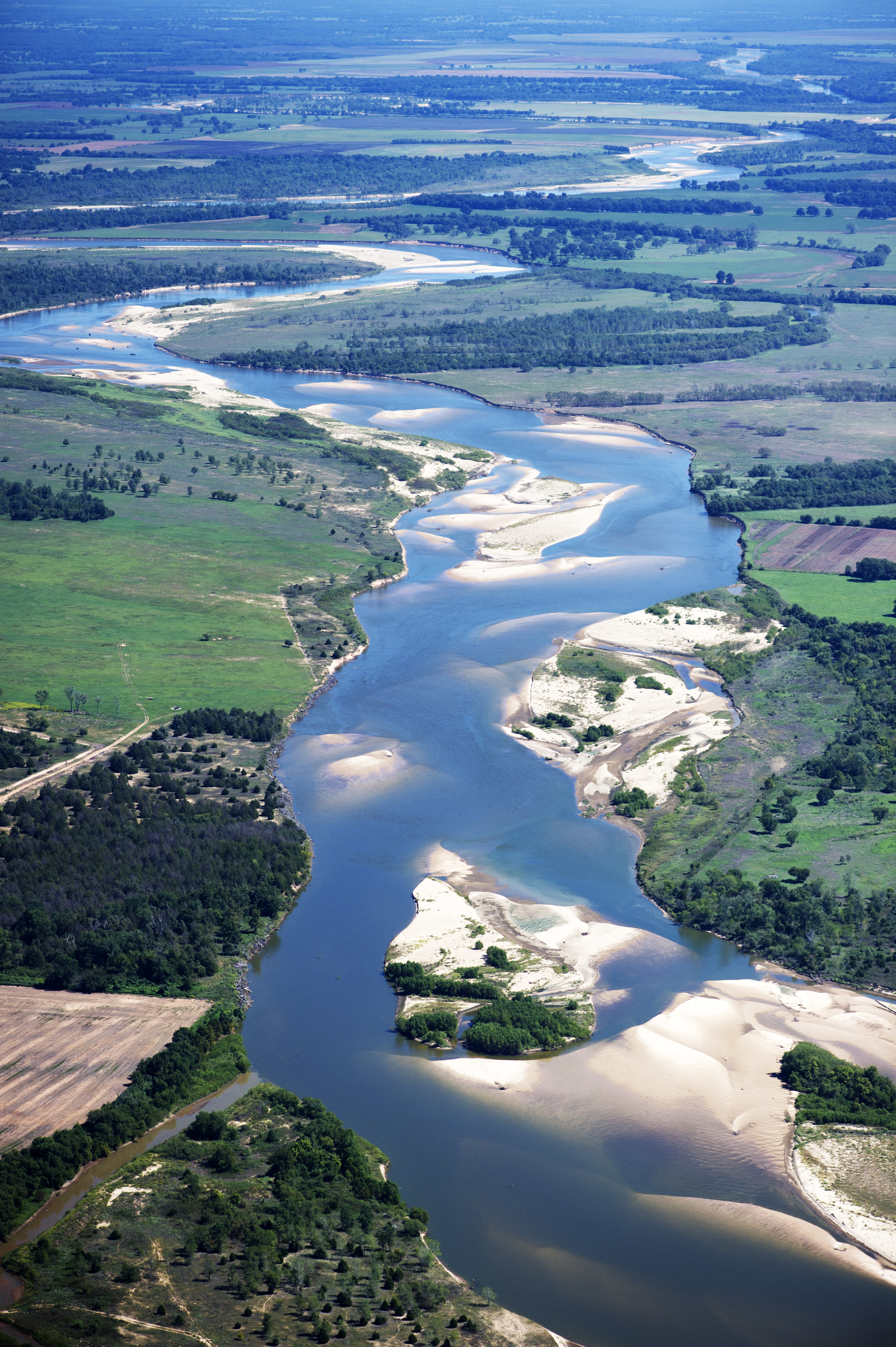
Blick über den Red River, nördlich von Bonham

Nach der Volkszählung im Jahr 2000 lebten im Fannin County 31.242 Menschen in 11.105 Haushalten und 7.984 Familien. Die Bevölkerungsdichte betrug 14 Einwohner pro Quadratkilometer. Ethnisch betrachtet setzte sich die Bevölkerung zusammen aus 86,56 Prozent Weißen, 7,96 Prozent Afroamerikanern, 0,92 Prozent amerikanischen Ureinwohnern, 0,26 Prozent Asiaten, 0,03 Prozent Bewohnern aus dem pazifischen Inselraum und 2,78 Prozent aus anderen ethnischen Gruppen; 1,49 Prozent stammten von zwei oder mehr Ethnien ab. 5,61 Prozent der Einwohner waren spanischer oder lateinamerikanischer Abstammung.
Von den 11.105 Haushalten hatten 31,1 Prozent Kinder oder Jugendliche, die mit ihnen zusammen lebten. 57,9 Prozent waren verheiratete, zusammenlebende Paare, 10,3 Prozent waren allein erziehende Mütter und 28,1 Prozent waren keine Familien. 25,2 Prozent waren Singlehaushalte und in 12,7 Prozent lebten Menschen im Alter von 65 Jahren oder darüber. Die durchschnittliche Haushaltsgröße betrug 2,51 und die durchschnittliche Familiengröße betrug 2,99 Personen.
23,2 Prozent der Bevölkerung war unter 18 Jahre alt, 8,9 Prozent zwischen 18 und 24, 28,6 Prozent zwischen 25 und 44, 23,2 Prozent zwischen 45 und 64 und 16,1 Prozent waren 65 Jahre alt oder älter. Das Medianalter betrug 38 Jahre. Auf 100 weibliche Personen kamen 113,8 männliche Personen und auf 100 Frauen im Alter von 18 Jahren oder darüber kamen 116,9 Männer.
Das jährliche Durchschnittseinkommen eines Haushalts betrug 34.501 USD, das Durchschnittseinkommen einer Familie betrug 42.193 USD. Männer hatten ein Durchschnittseinkommen von 31.140 USD, Frauen 23.101 USD. Das Prokopfeinkommen betrug 16.066 USD. 9,9 Prozent der Familien und 13,9 Prozent der Einwohner lebten unterhalb der Armutsgrenze.

## Orte im County
- Bagby
- Bailey
- Bartley Woods
- Bonham
- Boyd
- Bug Tussle
- Carson
- Cotton Center
- Dial
- Dodd City
- Duplex
- Ector
- Edhube
- Elwood
- Ely
- Gober
- Hail
- Honey Grove
- Ivanhoe
- Ladonia
- Lamasco
- Lannius
- Leonard
- Midway
- Monkstown
- Mulberry
- Nobility
- Orangeville
- Randolph
- Ravenna
- Ridings
- Riverby
- Sash
- Savoy
- Selfs
- Sowells Bluff
- Telephone
- Trenton
- Tulip
- Whitewright
- Windom